# Дамфрис-энд-Галловей
Дамфри́с-энд-Га́лловей (англ. Dumfries and Galloway, гэльск. Dùn Phris agus Gall-Ghaidhealaibh) — один из 32 округов Шотландии. Граничит с округами Ист-Эршир, Саут-Эршир, Саут-Ланаркшир и Скоттиш-Бордерс. На юге граничит с английским графством Камбрия.

## Населённые пункты

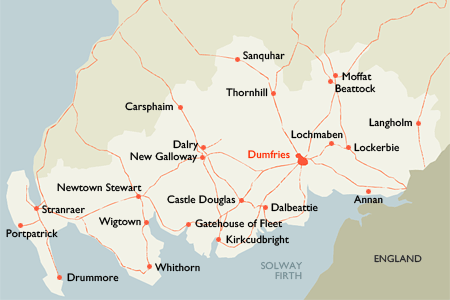
Населённые пункты области

- Аннан (Annan)
- Битток (Beattock)
- Далбитти (Dalbeattie)
- Сент-Джонс-Таун-оф-Далрай (Dalry)
- Дамфрис (Dumfries)
- Драммор (Drummore)
- Ланголм (Langholm)
- Локерби (Lockerbie)
- Лохмейбен (Lochmaben)
- Нью-Галловей (New Galloway)
- Ньютон-Стьюарт (Newtown Stewart)
- Ошенкерн
- Портпатрик (Portpatrick)
- Санкуар (Sanquhar)
- Странрар (Stranraer)
- Торнхилл (Thornhill)
- Уигтаун (Wigtown)
- Уитхорн (Whithorn)

## Достопримечательности
- Аббатство Свитхарт
- Замки Карслуит, Керлаверок, Трив
- Мыс Малл-оф-Галловей
- Гретна-Грин